# San Pedro de la Nave-Almendra
San Pedro de la Nave-Almendra est une commune située dans la comarque  de Tierra del Pan (province de Zamora) dans la communauté autonome de Castille-et-León en Espagne.

## Sites culturels, historiques et touristiques
- Église San Pedro de la Nave : église wisigothe du VIIe siècle.